# Ozyptila trux devittata
Ozyptila trux là một phân loài nhện trong họ Thomisidae.
Loài này thuộc chi Ozyptila. Ozyptila trux devittata được Embrik Strand miêu tả năm 1901.

## Hình ảnh

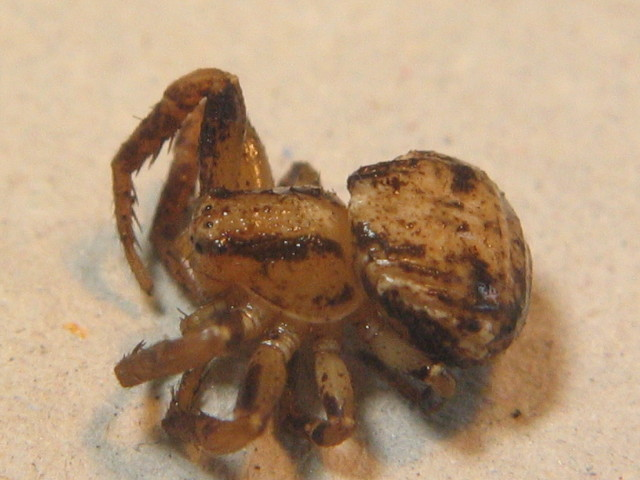
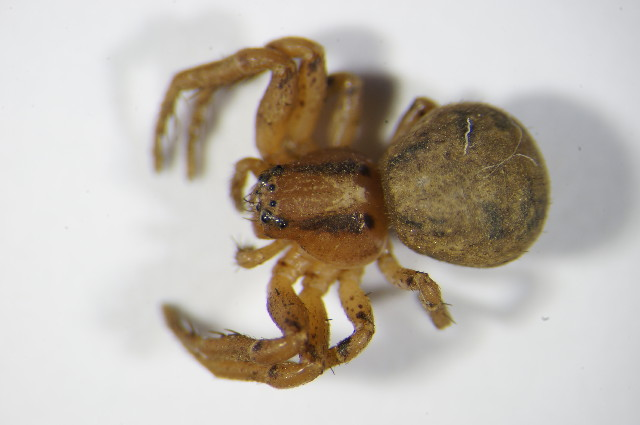
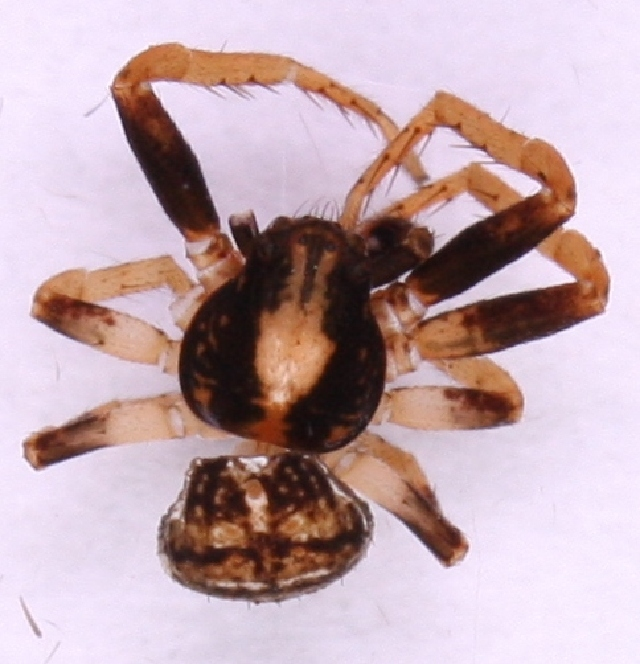